# مغناطیس ساکن
مغناطیس ساکن علم مطالعهٔ میدان‌های مغناطیسی است. همان‌طور که در الکتروستاتیک بارهای الکتریکی ساکن‌اند، در مغناطیس ساکن هم جریان‌های الکتریکی یکنواخت‌اند (جریان الکتریکی مستقیم یا dc). با تقریب مناسبی می‌توان پذیرفت که زمانی که جریان‌های الکتریکی ثابت نیستند ولی جریان تناوبی هم نیستند آن‌ها را همچنان مغناطیس ساکن در نظر بگیریم.

## کاربردها

### مغناطیس ساکن به عنوان حالت خاص معادلات ماکسول
شروع از معادلات ماکسول، فرض کنید: بارهای الکتریکی ساکن‌اند یا با سرعت ثابت در جریان {\displaystyle {\vec {J}}} در حال حرکت‌اند؛ معادلات به دو قسمت برای میدان الکتریکی و دو قسمت برای میدان مغناطیسی تقسیم می‌شود. میدان‌ها از زمان و از یکدیگر مستقل‌اند. معادلات مغناطیس ساکن به صورت دیفرانسیلی و انتگرالی در جدول زیر نشان داده شده‌اند:
| Name                     | شکل دیفرانسیلی                                               | شکل انتگرالی                                                                        |
| ------------------------ | ------------------------------------------------------------ | ----------------------------------------------------------------------------------- |
| قانون گاوس برای مغناطیس: | {\displaystyle {\vec {\nabla }}\cdot {\vec {B}}=0}           | {\displaystyle \oint _{S}{\vec {B}}\cdot \mathrm {d} {\vec {S}}=0}                  |
| قانون آمپر:              | {\displaystyle {\vec {\nabla }}\times {\vec {H}}={\vec {J}}} | {\displaystyle \oint _{C}{\vec {H}}\cdot \mathrm {d} {\vec {l}}=I_{\mathrm {enc} }} |

انتگرال اول روی سطحی مانند {\displaystyle S} با بردار عمود بر سطح {\displaystyle d{\vec {S}}} گرفته شده‌است و دومی انتگرال خطی روی مسیر بسته {\displaystyle C} با بردار {\displaystyle {\vec {l}}} است. جریان عبوری از این مسیر بسته {\displaystyle I_{\text{enc}}} نام دارد.
برای بررسی تقریب معادلات بیان شده در بالا، باید آن‌ها را با حالت کلی معادلات ماکسول مقایسه کرد و اهمیت قسمت‌های حذف‌شده را بررسی کرد؛ زمانی که عبارت {\displaystyle {\vec {l}}} از نظر عددی خیلی بزرگتر از {\displaystyle {\frac {\partial {\vec {D}}}{\partial t}}} باشد، می‌توان از عبارت کوچکتر با تقریب خوبی صرف نظر کرد.

### معرفی دوباره معادلات فارادی
یک روش معمول، این است که مسائل مغناطیس ساکن را در مراحل زمانیِ افزایشی حل کنیم و بعد از این راه‌حل‌ها برای تقریب عبارت {\displaystyle {\frac {\partial {\vec {B}}}{\partial t}}} استفاده کنیم. فقط باید به این نکته توجه داشت که قانون فاراده مقدار {\displaystyle {\vec {E}}} (که قبلاً از آن صرف نظر کردیم) را بدست می‌آورد. این روش، یک راه حل درست استفاده از قانون ماکسول نیست ولی برای میدان‌هایی که به آرامی تغییر می‌کنند با تقریب مناسبی قابل پذیرش است.

## حل مسائل مغناطیس ساکن برای جریان‌ها
اگر تمام جریان‌ها در یک سامانه تعریف شده باشند (مقادیر بردار {\displaystyle {\vec {J}}} را داشته باشیم)، می‌توانیم میدان مغناطیسی را بوسیله جریان‌ها از قانون بیو-ساوار بدست آوریم:
{\displaystyle {\vec {B}}={\frac {\mu _{0}}{4\pi }}I\int {\frac {\mathrm {d} {\vec {l}}\times {\hat {r}}}{r^{2}}}}
این روش برای تمام مسائل به خوبی پاسخگو است به شرطی که مسئله در خلاء یا هوا یا محیطی با ضریب نفوذپذیری نسبی ۱ مطرح شده باشد. مانند القاگرها و مبدل‌های الکتریکی با هسته هوا. یک مزیت این روش این است که سیم‌پیچ با هندسه پیچیده را می‌توان قسمت‌بندی کرد و انتگرال گرفت یا برای هندسه‌های خیلی پیچیده از انتگرال عددی استفاده کرد. چون معادله مقابل ابتدا برای حل مسائل خطی در نظر گرفته شده بود، در نتیجه جواب کل برابر خواهد بود مجموع جواب‌های هر قسمت.

برای مثال وقتی عمده ماده آهن‌ربایی، یک هسته مغناطیسی به شدت نفوذپذیر با فضاهای خالی (حفرات) بسیار کوچک هوا است

### مواد با خاصیت آهن‌ربایی قوی
مواد با خاصیت مغناطیسی قوی (مانند فرومغناطیس و پارامغناطیس) خاصیت آهن‌ربایی آن‌ها دردرجهٔ اول ناشی از جهت گردش الکترون‌ها (اسپین الکترون‌ها) است. در چنین موادی رابطه میدان مغناطیسی به شکل زیر است:
{\displaystyle {\vec {B}}=\mu _{0}({\vec {M}}+{\vec {H}}).}
جریان الکتریکی جز در فلزها  قابل صرف نظر  است. پس قانون آمپر به شکل زیر نوشته می‌شود:
{\displaystyle \nabla \times {\vec {H}}=0.}
راه حل عمومی:
{\displaystyle {\vec {H}}=-\nabla U,}
که {\displaystyle U} پتانسیل اسکالر (نرده‌ای) است، با جایگزینی در قانون گاوس داریم:
{\displaystyle \nabla ^{2}U=\nabla \cdot {\vec {M}}.}
بنابراین دیورژانس مغناطیسی، {\displaystyle \nabla \cdot {\vec {M}}} نقش مشابه بار الکتریکی در الکتریسیته ساکن را دارد.

می‌توان گفت که مغناطیس ساکن یک نام اشتباه است زیرا که معادلات اصلاح شده مغناطیس ساکن در رویدادهایی که میدان مغناطیسی به سرعت (در چند نانوثانیه یا سریعتر) در آن‌ها تغییر می‌کند (مغناطیس برگشتی) نیز قابل استفاده است.